# Excalibur (Marvel)
Excalibur is een fictieve superheldengroep uit de strips van Marvel Comics, en een spin-off van de X-Men. Het team werd bedacht door Chris Claremont en Alan Davis en verscheen voor het eerst in Excalibur: The Sword is Drawn (1987).
Het originele Excalibur team bestond uit de Britse superheld Captain Britain, zijn geliefde Meggan en verschillende leden van de X-Men en andere teams van mutanten. De eerste serie liep van 1988 tot 1998, en hun avonturen speelden zich voor het grootste deel af in het Verenigd Koninkrijk. Daarna viel het excalibur team uit elkaar.
In 2005 begon de serie New Excalibur, waarin Captain Britain de Excalibur groep met een aantal nieuwe leden nieuw leven in blaast om Londen te verdedigen. Tussen de oude en nieuwe Excalibur in verscheen er ook een andere serie getiteld Excalibur. Deze serie draaide geheel om Professor X en Magneto in hun poging Magneto’s oude thuisland voor mutanten, Genosha opnieuw op te bouwen. Deze serie had behalve de naam niets te maken met het superheldenteam.

## De originele Excalibur

### Excaliburvol. 1 (1988–98)
Excalibur’s originele bedenkers, Chris Claremont en Alan Davis voegden elementen van twee Marvel producties samen: de X-Men en Captain Britain.
De X-Men zijn een groep van mutanten — Mensen geboren met superkrachten als gevolg van een genetische mutatie— die hun krachten gebruiken om een samenleving te beschermen die hen haat en vreest. Chris Claremont had sinds 1976 de autoriteit over deze stripserie, en leende hier vier personages uit voor zijn Excalibur team:
- Nightcrawler (Kurt Wagner), een Duitse mutant met de gave tot teleportatie, en een duivelachtig uiterlijk.
- Phoenix (Rachel Summers), a telekinetisch en telepathisch begaafde mutant. De dochter van Cyclops en Jean Grey uit een alternatieve toekomst.
- Shadowcat (Kitty Pryde), a Joodse mutant met de gave door vaste voorwerpen te “faseren”, en een computerexpert.
- Lockheed, Shadowcats huisdier draak.

Claremont hielp in 1976 ook mee met het bedenkten van het karakter Captain Britain voor Marvel UK, en voegde hem toe aan het team. Ten slotte besloten Claremont en Davis om Captain Britains emotioneel onstabiele geliefde, de gedaanteverwisselaar Meggan, toe te voegen aan het team. Het Excalibur team kwam voor het eerst samenin Excalibur Special Edition #1 (1988) en verscheen daarna in een maandelijkse serie.
Davis stopte met de serie in 1990 (Excalibur #24) en Claremont in 1991 (Excalibur #34), waarna de serie een tijdje zeer slecht liep. Vanaf Excalibur #42 keerde Davis weer terug, ditmaal als zowel de schrijver als de tekenaar. Hij voegde toen ook een aantal nieuwe leden toe aan het team waaronder de mystieke Feron, de krijger Kylun en de alien Cerise.
Nadat Davis opnieuw stopte met de serie in 1993 nam Uncanny X-Men schrijver Scott Lobdell de strip een aantal maanden over. In de verhalen die hij schreef verdween Captain Britain en werd het fictieve eiland Muir Island de nieuwe thuisbasis van het team. Ook kreeg de serie nauwere banden met de X-Men strips. Phoenix werd uiteindelijk ook uit de serie geschreven om een sterk veranderde Captain Britain, nu onder de naam Britannic, terug te laten keren. Lobdell introduceerde ook Doughlock, die later de alien Warlock van het New Mutants team bleek te zijn.
In 1994 nam Warren Ellis de serie over en voegde zijn eigen zwarte gevoel voor humor toe aan de verhalen. Hij veranderde Britannic terug naar de originele Captain Britain en liet Pete Wisdom zich bij het team voegen. Op aandringen van Marvel voegde Elis ook Wolfsbane en Colossus toe aan het team.
In 1996 nam Ben Raab de serie over, maar hij slaagde er niet in de goede verkoop van de serie vast te houden. Hij leende vaak verhaallijnen van andere Marvel strips. Uiteindelijk besloot Marvel met de serie te stoppen, vooral zodat Nightcrawler, Colossus en Shadowcat konden terugkeren naar de X-Men. De serie eindigde met deel #125 in (1998).

## Excaliburvol. 2 (2001)
In 2001 verscheen er een vierdelige miniserie getiteld Excalibur, met in de hoofdrol Captain Britain, Meggan, Psylocke en de Black Knight. Ook deze serie werd geschreven door Raab.
De serie zou oorspronkelijk Excalibur: Sword of Power gaan heten, maar door een foutje bij het drukken van de strip viel deze extra regel weg.

## Excaliburvol. 3 (2004)
In 2004 lanceerde Marvel Comics opnieuwe een serie getiteld Excalibur. Deze serie ging echter over de pogingen van Professor Xavier en Magneto om het verwoeste mutanten thuisland Genosha te herbouwen. Behalve de naam en de schrijver (Claremont) had deze serie niets te maken met de vorige Excalibur titels.
Andere vaste personages in deze stripserie waren Callisto, Wicked, Freakshow, Shola Inkosi, en Karima Shapandar. Archangel en Husk verschenen ook in de serie. Ondanks de naam van de serie noemde deze groep zichzelf nooit Excalibur. De serie duurde bevatte maar 14 delen en eindigde in mei 2005.

## New Excalibur(2005)
Op de laatste pagina van Excalibur vol. 3 #14 werd de terugkeer van het superheldenteam Excalibur bekendgemaakt. Dit zou gebeuren in een stripserie getiteld New Excalibur in november 2005. New Excalibur wordt geschreven door Chris Claremont en voor het grootste deel getekend door Michael Ryan.
New Excalibur lijkt meer overeenkomsten te hebben met de originele serie dan de derde incarnatie van de strip. Captain Britain en Pete Wisdom zijn de hoofdpersonages en de strip speelt zich af in Londen. Andere personages zijn de ex-superschurk Juggernaut, Sage, Dazzler en Nocturne.
Zoals veel van Marvels stripseries rond 2005 draaide de serie vooral om de gebeurtenissen na de House of M verhaallijn. Het team werd bij elkaar gebracht door Captain Britain omdat hij een aanval van Lionheart en Albion voorzag.
Later heeft ook Psylocke zich aangesloten bij het New Excalibur-team en assisteerde ze hen in een gevecht tegen de weer tot leven gebrachte Shadow King.